# Biserici de lemn din Bucovina
Aceasta este o listă cu biserici vechi de lemn din Bucovina. Indexarea bisericilor din listă s-a făcut după numele localității în care este localizat lăcașul de cult. Un număr de 35 de biserici de lemn de pe teritoriul județului Suceava au fost incluse pe Lista monumentelor istorice din județul Suceava din anul 2010.

| Denumire                                                  | Hram                                                         | Localitate                                                                                                | Datare                                         | Cod LMI               | Imagine |
| --------------------------------------------------------- | ------------------------------------------------------------ | --- | ---------------------------------------------- | --------------------- | ------- |
| Biserica de lemn din Băhrinești                           | Sfânta Treime                                                | com Băhrinești, raionul Adâncata, regiunea Cernăuți (Nordul Bucovinei) Amplasament inițial: Vicovu de Jos | 1777                                           |                       |         |
| Biserica de lemn din Băișești                             | Sfinții Arhangheli Mihail și Gavriil                         | sat Băișești, comuna Cornu Luncii                                                                         | 1778                                           | SV-II-m-B-05492       |         |
| Biserica de lemn din Bilca                                | Adormirea Maicii Domnului                                    | sat Bilca, comuna Bilca Amplasament inițial: Vicovu de Jos                                                | 1743-1744                                      | SV-II-m-B-05495       |         |
| Biserica de lemn din Bivolărie                            | Sfântul Nicolae                                              | sat Bivolărie, oraș Vicovu de Sus Amplasament inițial: Poiana Teiului                                     | 1861                                           | Monument neclasificat |         |
| Biserica de lemn din Botoșana                             | Sfântul Dumitru                                              | sat Botoșana, comuna Botoșana                                                                             | 1810                                           | SV-II-m-B-05500       |         |
| Biserica de lemn din Botoșanița Mare                      |                                                              | sat Botoșanița Mare, comuna Calafindești                                                                  | 1763-1783                                      | Monument neclasificat |         |
| Biserica de lemn din Brașca                               | Sfinții Arhangheli Mihail și Gavriil                         | sat Brașca, comuna Ilișești Amplasament inițial: Stroiești                                                | 1808                                           | Monument neclasificat |         |
| Biserica de lemn din Breaza                               | Soborul Sfinților Apostoli                                   | sat Breaza, comuna Breaza                                                                                 | 1913                                           | Monument neclasificat |         |
| Biserica de lemn din Budineț                              | Sfinții Arhangheli Mihail și Gavriil                         | com Budineț, raionul Storojineț, regiunea Cernăuți (Nordul Bucovinei)                                     | 1799-1803                                      |                       |         |
| Biserica de lemn din Calafindești                         | Nașterea Maicii Domnului                                     | sat Calafindești, comuna Calafindești Strămutată în județul Neamț                                         | 1775                                           | Monument neclasificat |         |
| Biserica de lemn din Călinești-Enache                     | Sfântul Dumitru                                              | sat Călinești-Enache, comuna Dărmănești Amplasament inițial: Frătăuții Vechi                              | 1794                                           | SV-II-m-B-05507       |         |
| Biserica de lemn din Câmpulung Moldovenesc                | Nașterea Maicii Domnului                                     | municipiul Câmpulung Moldovenesc                                                                          | 1855-1858                                      | Monument neclasificat |         |
| Biserica de lemn din Cândești                             | Sfântul Dumitru                                              | sat Cândești-Bucovina, comuna Cândești Amplasament inițial: Pătrăuții de Jos (în prezent în Ucraina)      | 1777                                           |                       |         |
| Biserica de lemn din Cârlibaba                            | Sfinții Apostoli Petru și Pavel                              | sat Cârlibaba, comuna Cârlibaba                                                                           | 1927                                           | Monument neclasificat |         |
| Biserica de lemn din Cernăuți                             | Sfântul Nicolae                                              | com Cernăuți, regiunea Cernăuți (Nordul Bucovinei)                                                        | 1607                                           |                       |         |
| Biserica de lemn din Ciumârna                             | Sfântul Nicolae                                              | sat Ciumârna, comuna Vatra Moldoviței Amplasament inițial: Câmpulung Moldovenesc                          | 1698                                           | Monument neclasificat |         |
| Biserica de lemn din Colacu                               | Sfântul Nicolae                                              | sat Colacu, comuna Fundu Moldovei                                                                         | 1800                                           | SV-II-a-A-05522       |         |
| Biserica de lemn de la Mănăstirea Corlățeni               |                                                              | sat Pojorâta, comuna Pojorâta                                                                             | 1927-1934                                      | Monument neclasificat |         |
| Biserica de lemn din Cornu Luncii                         | Sfântul Dumitru                                              | sat Cornu Luncii, comuna Cornu Luncii                                                                     |                                                | Monument neclasificat |         |
| Biserica de lemn din Costișa                              | Nașterea Maicii Domnului                                     | sat Costișa, comuna Frătăuții Noi                                                                         | 1877                                           | Monument neclasificat |         |
| Biserica de lemn din Cumpărătura                          | Cuvioasa Parascheva                                          | sat Cumpărătura, comuna Bosanci Amplasament inițial: Poiana (Brusturi)                                    | 1792                                           | SV-II-m-B-05525       |         |
| Biserica de lemn din Dănila                               | Sfinții Cosma și Damian                                      | sat Dănila, comuna Dărmănești Amplasament inițial: Costâna                                                | 1786                                           | Monument neclasificat |         |
| Biserica de lemn din Dărmănești                           | Înălțarea Domnului                                           | sat Dărmănești, comuna Dărmănești                                                                         | Sfârșitul sec. XVIII                           | SV-II-m-B-05526       |         |
| Biserica de lemn din Davideni                             | Sfinții Arhangheli Mihail și Gavriil                         | com Davideni, raionul Storojineț, regiunea Cernăuți (Nordul Bucovinei)                                    | 1786                                           |                       |         |
| Biserica de lemn din Dornișoara                           | Sfinții Împărați Constantin și Elena                         | sat Dornișoara, comuna Poiana Stampei                                                                     | 1936-1944                                      | Monument neclasificat |         |
| Biserica de lemn din Drăgoiești                           | Nașterea Maicii Domnului                                     | sat Drăgoiești, comuna Drăgoiești                                                                         | 1816-1819                                      | Monument neclasificat |         |
| Biserica de lemn din Dumbrava                             | Sfântul Dumitru Buna Vestire                                 | sat Dumbrava, comuna Grănicești                                                                           | 1742, 1749 sau 1872                            | Monument neclasificat |         |
| Biserica de lemn din Frătăuții Noi                        | Adormirea Maicii Domnului                                    | sat Frătăuții Noi, comuna Frătăuții Noi                                                                   | 1744                                           | Monument neclasificat |         |
| Biserica de lemn din Gărbăuți                             | Sfânta Paraschiva                                            | com Gărbăuți, raion Adâncata, regiunea Cernăuți (Nordul Bucovinei) Amplasament inițial: Cerepcăuți        | 1908                                           |                       |         |
| Biserica de lemn din Grănicești                           | Sfinții Arhangheli Mihail și Gavriil                         | sat Grănicești, comuna Grănicești                                                                         | 1758                                           | Monument neclasificat |         |
| Biserica de lemn din Gropeni (greco-catolică)             | Nașterea Maicii Domnului                                     | sat Gropeni, comuna Bălcăuți                                                                              | 1910                                           | Monument neclasificat |         |
| Biserica de lemn din Horecea                              | Înălțarea Domnului                                           | com Cernăuți, regiunea Cernăuți (Nordul Bucovinei)                                                        | 1735                                           |                       |         |
| Biserica de lemn din Horodnic de Jos                      | Înălțarea Sfintei Cruci                                      | sat Horodnic de Jos, comuna Horodnic de Jos                                                               | 1717                                           | SV-II-m-B-05556       |         |
| Biserica de lemn din Horodnic de Sus                      | Sfântul Dumitru                                              | sat Horodnic de Sus, comuna Horodnic de Sus                                                               | 1790-1791                                      | SV-II-m-B-05557       |         |
| Biserica de lemn din Humoreni                             | Sfinții Arhangheli Mihail și Gavriil                         | sat Humoreni, comuna Comănești Amplasament inițial: Pârteștii de Jos                                      | Mijlocul sec. XVIII                            | SV-II-m-B-05559       |         |
| Biserica de lemn din Iacobeni                             | Sfântul Gheorghe                                             | sat Iacobeni, comuna Iacobeni                                                                             | 1817-1818                                      | Monument neclasificat |         |
| Biserica de lemn din Iacobești                            | Nașterea Maicii Domnului                                     | sat Iacobești, comuna Grănicești Amplasament inițial: Capu Câmpului                                       | 1782                                           | SV-II-m-B-05561       |         |
| Biserica de lemn din Lucăcești                            | Sfântul Dumitru                                              | sat Lucăcești, comuna Drăgoiești                                                                          | 1890-1891                                      | Monument neclasificat |         |
| Biserica de lemn din Maidan (greco-catolică)              | Sfântul Nicolae                                              | sat Maidan, comuna Cacica                                                                                 | 1914                                           | Monument neclasificat |         |
| Biserica de lemn din Mănăstioara (Siret)                  | Sfântul Dumitru                                              | sat Mănăstioara, oraș Siret Amplasament inițial: Țibeni                                                   | 1730                                           | Monument neclasificat |         |
| Biserica de lemn din Mănăstioara (Udești)                 | Intrarea Maicii Domnului în Biserică                         | sat Mănăstioara, comuna Udești                                                                            | 1700 sau 1760                                  | SV-II-m-B-05567       |         |
| Biserica de lemn din Măriței                              | Adormirea Maicii Domnului                                    | sat Măriței, comuna Dărmănești                                                                            | 1897-1900                                      | Monument neclasificat |         |
| Biserica de lemn din Măzănăești                           | Adormirea Maicii Domnului                                    | sat Măzănăești, comuna Drăgoiești                                                                         | 1925-1928                                      | Monument neclasificat |         |
| Biserica de lemn din Moara Nica                           | Sfinții Arhangheli Mihail și Gavriil                         | sat Moara Nica, comuna Moara Amplasament inițial: Bosanci                                                 | 1774                                           | SV-II-m-B-05578       |         |
| Biserica de lemn din Pârteștii de Sus                     | Sfinții Arhangheli Mihail și Gavriil                         | sat Pârteștii de Sus, comuna Cacica                                                                       | 1779-1780                                      | SV-II-a-B-05582       |         |
| Biserica de lemn din Poiana Stampei                       | Sfinții Arhangheli Mihail și Gavriil                         | sat Poiana Stampei, comuna Poiana Stampei                                                                 | 1883-1885                                      | SV-II-m-B-05588       |         |
| Biserica de lemn din Poieni-Suceava                       | Sfântul Gheorghe                                             | sat Poieni-Suceava, comuna Udești                                                                         | 1904                                           | Monument neclasificat |         |
| Biserica de lemn din Putna                                | Intrarea Maicii Domnului în Biserică                         | sat Putna, comuna Putna Amplasament inițial: Volovăț                                                      | 1346 sau 1353                                  | SV-II-m-A-05594       |         |
| Biserica de lemn din Românești                            | Sfântul Nicolae                                              | sat Românești, comuna Grănicești                                                                          | 1759                                           | Monument neclasificat |         |
| Biserica de lemn din Rogojești                            | Nașterea Maicii Domnului                                     | sat Rogojești, comuna Mihăileni                                                                           | 1761                                           | Monument neclasificat |         |
| Biserica de lemn din Runcu (greco-catolică)               | Sfântul Gheorghe                                             | sat Runcu, comuna Cacica                                                                                  | 1965                                           |                       |         |
| Biserica de lemn din Sadău                                | Sfinții Arhangheli Mihail și Gavriil                         | sat Sadău, comuna Brodina                                                                                 | 1878                                           | Monument neclasificat |         |
| Biserica de lemn din Sadău (greco-catolică)               | Sfinții Apostoli Petru și Pavel                              | sat Sadău, comuna Brodina                                                                                 | 1877                                           | Monument neclasificat |         |
| Biserica de lemn din Sinăuți (în trecut, Sinăuții de Jos) | Pogorârea Sfântului Duh                                      | cătunul Sinăuți, comuna Mihăileni Amplasament inițial: Cerepcăuți (în prezent în Ucraina)                 | ante 1803, an în care a fost mutată în Sinăuți | Monument neclasificat |         |
| Biserica de lemn din Soloneț                              | Sfântul Nicolae                                              | sat Soloneț, comuna Todirești                                                                             | 1781                                           | SV-II-m-B-05648       |         |
| Biserica de lemn din Todirești                            | Sfinții Arhangheli Mihail și Gavriil Înălțarea Sfintei Cruci | sat Todirești, comuna Todirești                                                                           | 1782                                           | SV-II-m-B-05653       |         |
| Biserica de lemn din Vama I                               | Înălțarea Domnului                                           | municipiul Suceava (în incinta Muzeului Satului Bucovinean) Amplasament inițial: Vama                     | 1783                                           | SV-II-a-B-05654       |         |
| Biserica de lemn din Vama II                              | Sfântul Nicolae                                              | sat Vama, comuna Vama                                                                                     | 1796                                           | SV-II-m-B-05655       |         |
| Biserica de lemn din Valea Moldovei (romano-catolică)     | Sfântul Dumitru                                              | sat Valea Moldovei, comuna Valea Moldovei                                                                 | 1891                                           |                       |         |

## Vezi și
- Biserici de lemn din Moldova
- Biserici de lemn din Bucovina de Nord și Ținutul Herța
- Biserici de lemn din județul Suceava
- Biserici de lemn din România

## Legături externe
- Biserici de lemn din România (CIMEC)
- Biserici de lemn din Bucovina de Nord și Ținutul Herța
- Biserici de lemn din Bucovina istorică